# Берт Ст. Джон
Берт Ст. Джон (англ. Bert St. John; 28 липня 1879 — 19 вересня 1932) — колишній австралійський тенісист.
Перемагав на турнірах Великого шолома в парному розряді.

## Фінали турнірів Великого шолома

### Одиночний розряд (1 поразка)
| Результат | Рік  | Турнір                | Покриття | Суперник       | Рахунок       |
| --------- | ---- | --------------------- | -------- | -------------- | ------------- |
| Поразка   | 1923 | Чемпіонат Австралазії | Трава    | Пет О'Гара Вуд | 1–6, 1–6, 3–6 |

### Парний розряд (1–1)
| Результат | Рік  | Турнір                | Покриття | Партнер        | Суперники               | Рахунок            |
| --------- | ---- | --------------------- | -------- | -------------- | ----------------------- | ------------------ |
| Поразка   | 1915 | Чемпіонат Австралазії | Трава    | Ґордон Лоу     | Кларенс Тодд Горас Райс | 6–8, 4–6, 9–7, 3–6 |
| Перемога  | 1923 | Чемпіонат Австралазії | Трава    | Пет О'Гара Вуд | Дадлі Буллоу Горас Райс | 6–4, 6–3, 3–6, 6–0 |

### Мікст (1 поразка)
| Результат | Рік  | Турнір                | Покриття | Партнер            | Суперники                      | Рахунок       |
| --------- | ---- | --------------------- | -------- | ------------------ | ------------------------------ | ------------- |
| Поразка   | 1923 | Чемпіонат Австралазії | Трава    | Маргарет Моулсворт | Сільвія Ланс-Гарпер Горас Райс | 6–2, 4–6, 4–6 |